# Приключенията на Мечето Падингтън
„Приключенията на Мечето Падингтън“ (на английски: The Adventures of Paddington Bear) е анимационен сериал, който е базиран на книгата „Мечето Падингтън“ от Майкъл Бонд и е разбработен от Брус Роб. Премиерата на сериала е излъчена на 14 юни 1997 г. и свършва на 2 февруари 2000 г.

## Актьорски състав
- Джонатан Кид – Падингтън Браун
- Джон Глоувър и Джон Ернандез – г-н Хенри Браун
- Мериан Стовър и Мойр Лесли – г-жа Мери Браун
- Ийв Карпф – г-жа Шийла Бърд
- Джейд Уилямс – Джуди Браун
- Стивън Уеб – Джонатан Браун
- Найджъл Ламбърт – г-н Реждиналд Къри
- Сирил Шапс – г-н Самюъл Грубер

## В България
В България сериалът първоначално е излъчен по TV7 и Super7. Ролите се озвучават от артистите Мариана Лечева, Христо Бонин и Кристиян Фоков.
През 2020 г. се излъчва по SuperToons с войсоувър дублаж на студио Про Филмс. От 2022 г. се излъчва и по EKids със същия дублаж. Екипът се състои от:
| Преводачи           | Ромина Кирчева Живко Тодоров                                                 |
| Тонрежисьори        | Марио Иванов Детелина Ралчевска                                              |
| Режисьор на дублажа | Анна Тодорова                                                                |
| Озвучаващи артисти  | Татяна Захова Христина Ибришимова Симеон Владов Николай Николов Виктор Танев |